# Charles du Lys
Charles du Lys, né en 1559, mort vers 1632, est un conseiller du roi Henri IV, premier avocat de la Cour des aides à Paris, avocat général du parlement de Paris.
Il a commencé sa carrière comme secrétaire de François Viète.

## Biographie
Il est le fils de Michel du Lys, gentilhomme ordinaire et valet de chambre du roi Henri II,, et ainsi arrière-arrière-petit-neveu de Jeanne d'Arc.
François Viète, mathématicien fondateur de l'Algèbre, le destina  aux travaux préparatoires du déchiffrement de la correspondancne secrète des ennemis du roi Henri IV.
Il s'occupa également de généalogie et prétendit descendre de la famille de Jeanne d'Arc, par son frère, Pierre du Lys, et ses neveux : Jean du lys le jeune et jean du Lys le picard, Il est à noter que cette généalogie comporte de nombreuses erreurs.

## Travaux
Une collection unique de manuscrits généalogiques et de documents sur Jeanne d’Arc  ont été réunis par Charles Du Lys. Charles du Lys ayant perdu en 1629 le fils qu'il avait eu de son épouse Catherine de Cailly, née le 25 novembre 1574, sans héritier mâle, sa collection passa à sa fille Françoise épouse de Louis Quatrehommes.
Il semble que la motivation essentielle de cette filiation et la préoccupation majeure de ceux qui, à cette époque, prétendaient descendre  des frères de Jeanne d’Arc, était de bénéficier d'une exemption fiscale d'exception : Charles VII, avait anobli  toute la postérité, mâle et femelle, née et à naître, en légitime mariage. Ainsi, cette noblesse se transmettait par les femmes aussi bien que par les hommes. On retrouve des préoccupations semblables chez les pseudo descendants d'Eudes Le Maire, exemptés de taxes, parmi lesquels on comptera un des traducteurs de Viète, Vasseur alias Hardy.

## Publications
On doit à Charles du Lys plusieurs ouvrages parmi lesquels un recueil de poésies, un traité, ainsi qu'un livre sur la naissance et la parenté de la Pucelle, paru en 1612 :
- Recueil d'inscriptions et poésies en l'honneur de la Pucelle d'Orléans[8] ;
- Traité sommaire tant du nom et des armes que de la naissance et parenté de la Pucelle d'Orléans et de ses frères[9] ;
- De l'extraction et parenté de la Pucelle d'Orléans.

## Sources
1. ↑  Comte C. de Maleyssie, Les Reliques de Jeanne d'Arc (1911).
2. ↑   Collection Conrad de Maleyssie : sur Jeanne d’Arc.
3. ↑  Pseudo Descendance de Jeanne d'Arc.
4. ↑  Généalogie de Jeanne d’Arc sur le site Jeanne d'Arc.com.
5. ↑  [PDF]F. Debouteiller 
 : De quelques faits relatifs à Jeanne d'Arc et à sa famille.
6. ↑  Charles (1560?-163 ) Auteur du texte Du Lys, Recueil d'inscriptions et poésies en l'honneur de la Pucelle d'Orléans ([Reprod. en fac-sim.]) / précédé d'une introduction par P. Le Verdier, 1628 (lire en ligne)
7. ↑  M. Vallet de Viriville, Charles du Lis, Opuscules historiques relatifs à Jeanne d'Arc, Paris, 1856.